# Guitarra alto de onze cordas

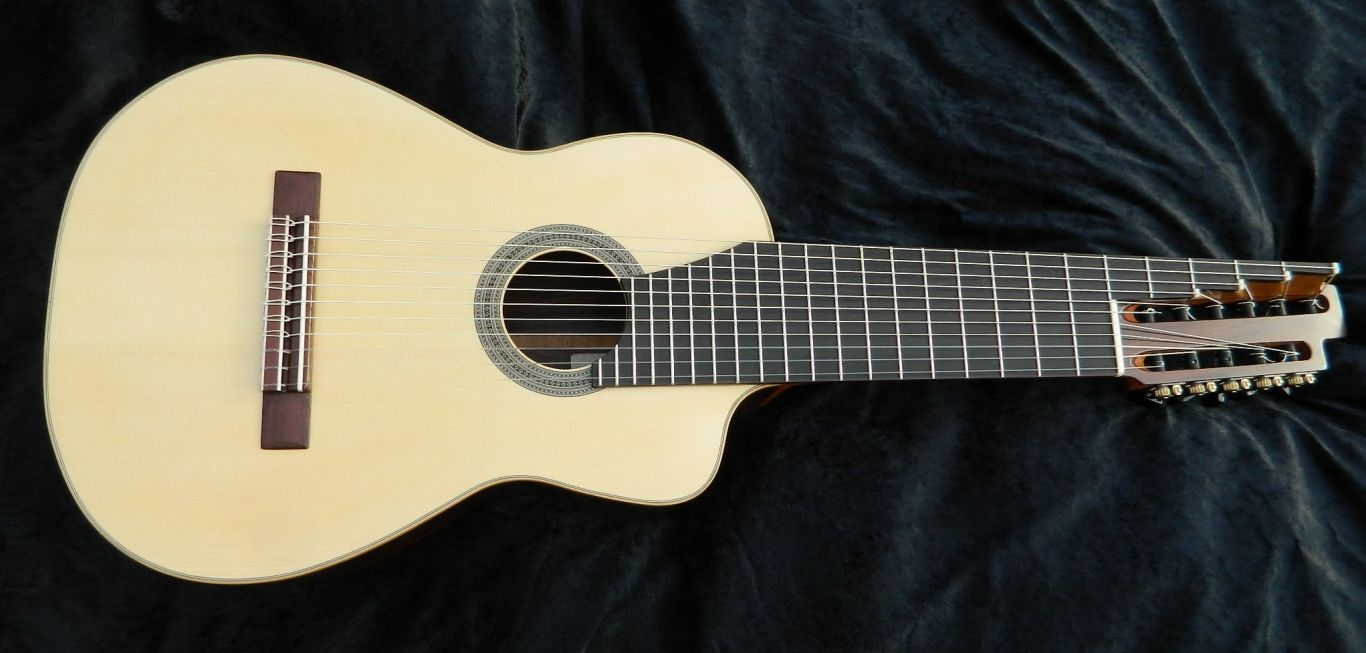
Guitarra alto de 11 cordas

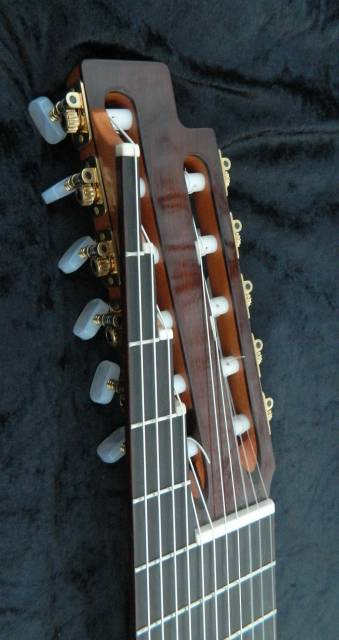
Cabeça de guitarra alto de 11 cordas

A guitarra alto de onze cordas (também conhecida como arquiguitarra, ou guitarra Bolin) é uma guitarra clássica de alcance estendido desenvolvida pelo violeiro sueco Georg Bolin na década de 1960.
Instrumentos originais de Bolin agora são raros e valiosos. O violão alto Bolin geralmente tem onze cordas, mas Bolin também fez uma versão de treze cordas.
O violão alto de onze cordas é um violão clássico multi-cordas, que geralmente refere-se a violões clássicos com mais de seis cordas. Violões clássicos com cordas extra podem ter de sete a 13 ou mais cordas. No entanto, uma de 11 cordas é a mais útil para tocar música de alaúde, particularmente Bach e Weiss. As primeiras seis cordas são afinadas nos mesmos intervalos que o violão clássico normal. Portanto, um músico pode tocar essas cordas com dedilhado convencional.
Nos Estados Unidos, o violeiro Walter Stanul faz instrumentos de performance variando de 11 a 13 cordas chamados a Archguitarra. O design e a forma desse violão é similar à viola de mão, e assim é fundamentalmente diferente do design de Bolin.

## História
Georg Bolin construiu pela primeira vez o violão alto de 11 cordas em colaboração com o guitarrista sueco Per-Olof Johnson na década de 1960. Johnson é o professor de um guitarrista conhecido Göran Söllscher que tornou esse instrumento famoso através de seu uso extensivo do violão alto de 11 cordas de Bolin.
Johnson gostava de música de alaúde, mas a diferença em técnicas entre a guitarra e o alaúde é significante, e ele estava procurando por uma forma de tocar música de alaúde usando a técnica de tocar guitarra. Assim, o objetivo de design era especificamente permitir guitarristas a tocar música de alaúde renascentista.
Esse design introduziu dois elementos principais. O primeiro era fornecer afinação de alaúde convencional afinando as primeiras seis cordas uma terça menor acima (daí o nome "violão alto"). É equivalente a colocar um capo no terceiro traste da guitarra clássica normal. O segundo elemento era adicionar cinco cordas extras para acomodar notas graves.

## Afinação
A afinação típica do violão alto de 11 cordas é (das cordas graves às agudas): Bb1 C2 D2 Eb2 F2 G2 C3 F3 Bb3 D4 G4.

## Fabricantes
Os atuais violeiros que constroem violões alto de 11 cordas, principalmente localizados na Suécia, incluem Heikki Rousu e Roger Strömberg. Ermanno Chiavi na Suíça é conhecido pelo seu violão de 13 cordas construído para Anders Miolin, mas ele constrói violões de 11 cordas também. O violão de Chiavi tem o comprimento de escala de um violão clássico normal, 650mm, e é afinado na mesma maneira que o violão clássico. Poranto, tecnicamente não é um violão "alto". Yoshimitsu Hoshino no Japão construiu violões alto de 11 cordas com a mesma especificação com o design de Bolin na década de 1980. Porém, ele não os faz mais. Com sede em Paris, Liberto Planas é considerado um dos principais especialistas do violão de 11 cordas com mais de 90 instrumentos com sua assinatura.

## Artistas
Alguns dos guitarristas que usam o instrumento são os seguintes:
- Göran Söllscher
- Peder Riis
- Paulo Martelli
- Kozo Kanatani
- Andreas Koch
- Moran Wasser